# Clásico RCN 2019
Le 59 Clásico RCN "Cerveza Andina" 2019 (nom officiel) est une course cycliste par étapes qui a lieu du 20 au 29 septembre 2019. La cinquante-neuvième édition du Clásico RCN n'est pas inscrite au calendrier de l'UCI America Tour 2019.
Óscar Sevilla remporte l'épreuve, pour la quatrième fois, en devançant Didier Chaparro et Alexander Gil.

## Présentation

### Équipes participantes
| Équipes                                          | Principaux engagés                                                                             |
| Équipe cycliste Coldeportes - Área Metropolitana | Alexis Camacho, Johan Colón                                                                    |
| EPM - Scott                                      | Freddy Montaña, Alexander Gil                                                                  |
| Super Giros - Alcadía de Manizales               | Salvador Moreno, Bernardo Suaza                                                                |
| Coldeportes - Bicicletas Strongman - Construval  | Jhonatan Cañaveral, Óscar Quiroz, Brayan Hernández, Andrés Camilo Pedroza, Didier Merchán      |
| EBSA Empresa de Energía de Boyacá                | Diego Ochoa                                                                                    |
| Team Medellín                                    | Óscar Sevilla, Edward Beltrán                                                                  |
| Avinal - GW - El Carmen de Viboral               | Alexander Cepeda                                                                               |
| JB Ropa Deportiva - Flowerpack - 1.5 MTS         | Kevin Sepúlveda                                                                                |
| GW Shimano - Chaoyang - Envía                    | Juan Pablo Suárez, Brandon Rivera                                                              |
| Boyacá es Para Vivirla                           | Óscar Rivera                                                                                   |
| Tolima es Pasión - Sheffy - Carnaval del Pollo   | Juan Pablo Vallejo                                                                             |
| Orgullo Paisa                                    | Danny Osorio, Didier Chaparro, Stiber Ortiz, Brayan Sánchez, Juan Pablo Restrepo, Edison Muñoz |
| AV Villas - Auteco                               | Camilo Castro, Carlos Chía                                                                     |
| Ciclo Valle                                      | Ángel Bernal                                                                                   |
| Liciclismo Electro Huila                         | William Cerquera                                                                               |
| Fundación Depormundo                             | Javier Jamaica                                                                                 |
| Sundark Arawak                                   | Edwin Parra, George Tibaquirá                                                                  |
| Mixto BetPlay - ECA                              | Norberto Wilches                                                                               |
| Aguardiente Néctar - Gobernación de Cundinamarca | Jahir Pérez                                                                                    |

### Principaux favoris
Le quotidien El Espectador voit en Óscar Sevilla le principal favori de la compétition et en son coéquipier Fabio Duarte son principal contradicteur. D'autres coureurs comme Alexis Camacho et Juan Pablo Suárez sont également cités pour la victoire finale. À quelques jours du départ, le vainqueur du Tour de Colombie 2017 et leader de son équipe Aristóbulo Cala  doit déclarer forfait, insuffisamment remis des conséquences d'une chute. Le départ s'effectue hors la présence d'Alex Cano. Le tenant du titre a mis un terme à sa carrière cycliste, à la suite de sa suspension provisoire par la fédération internationale pour un résultat analytique anormal à la Boldenone (un stéroïde anabolisant).

## Les étapes
| Étape     | Date     | Villes étapes                    | type                         | Distance (km) | Vainqueur d'étape   | Leader du classement général |
| --------- | -------- | -------------------------------- | ---------------------------- | ------------- | ------------------- | ---------------------------- |
| 1re étape | 20 sept. | Santa Fe de Antioquia – Sopetrán | contre-la-montre par équipes | 22,1          | Johan Colón         | Johan Colón                  |
| 2e étape  | 21 sept. | Medellín – Bello                 | étape vallonnée              | 139           | Óscar Sevilla       | Óscar Sevilla                |
| 3e étape  | 22 sept. | El Santuario – La Dorada         | étape vallonnée              | 188,4         | Óscar Quiroz        | Óscar Sevilla                |
| 4e étape  | 23 sept. | La Dorada – La Vega              | étape de moyenne montagne    | 121,9         | Alexander Cepeda    | Óscar Sevilla                |
| 5e étape  | 24 sept. | Cajicá – Villa de Leyva          | étape vallonnée              | 152,2         | Carlos Chía         | Óscar Sevilla                |
| 6e étape  | 25 sept. | Sáchica – Sesquilé               | étape vallonnée              | 120,5         | Brayan Sánchez      | Óscar Sevilla                |
| 7e étape  | 26 sept. | Fusagasugá – Ibagué              | étape de plaine              | 168,7         | Stiber Ortiz        | Óscar Sevilla                |
| 8e étape  | 27 sept. | Ibagué – Buga                    | étape de montagne            | 209,6         | Óscar Quiroz        | Óscar Sevilla                |
| 9e étape  | 28 sept. | Tuluá – Cali                     | étape de plaine              | 131           | Juan Pablo Restrepo | Óscar Sevilla                |
| 10e étape | 29 sept. | Cali – Cali                      | contre-la-montre individuel  | 12,5          | Didier Merchán      | Óscar Sevilla                |

## Classements finals

### Classement général final
| \| Classement général \| Classement général \| Classement général \| Classement général \| Classement général \| \| Coureur \| Coureur \| Pays \| Équipe \| Temps \| \| ------------------ \| ------------------ \| ------------------ \| -------------------------------- \| ------------------ \| \| 1er \| Óscar Sevilla \| Espagne \| Medellín \| 29 h 52 min 23 s \| \| 2e \| Didier Chaparro \| Colombie \| Orgullo Paisa \| + 1 min 05 s \| \| 3e \| Alexander Gil \| Colombie \| EPM \| + 1 min 07 s \| \| 4e \| Freddy Montaña \| Colombie \| EPM \| + 1 min 35 s \| \| 5e \| George Tibaquirá \| Colombie \| Sundark Arawak \| + 1 min 53 s \| \| 6e \| Jhonatan Cañaveral \| Colombie \| Coldeportes Bicicletas Strongman \| + 2 min 10 s \| \| 7e \| Edward Beltrán \| Colombie \| Medellín \| + 2 min 27 s \| \| 8e \| Óscar Quiroz \| Colombie \| Coldeportes Bicicletas Strongman \| + 2 min 33 s \| \| 9e \| Bernardo Suaza \| Colombie \| Supergiros-Alcaldía de Manizales \| + 3 min 11 s \| \| 10e \| Brandon Rivera \| Colombie \| GW Shimano \| + 3 min 25 s \| |                    |          |                                  |                  |
| |                    |          |                                  |                  |
| |                    |          |                                  |                  |
| Classement général |                    |          |                                  |                  |
| Coureur | Coureur            | Pays     | Équipe                           | Temps            |
| 1er | Óscar Sevilla      | Espagne  | Medellín                         | 29 h 52 min 23 s |
| 2e | Didier Chaparro    | Colombie | Orgullo Paisa                    | + 1 min 05 s     |
| 3e | Alexander Gil      | Colombie | EPM                              | + 1 min 07 s     |
| 4e | Freddy Montaña     | Colombie | EPM                              | + 1 min 35 s     |
| 5e | George Tibaquirá   | Colombie | Sundark Arawak                   | + 1 min 53 s     |
| 6e | Jhonatan Cañaveral | Colombie | Coldeportes Bicicletas Strongman | + 2 min 10 s     |
| 7e | Edward Beltrán     | Colombie | Medellín                         | + 2 min 27 s     |
| 8e | Óscar Quiroz       | Colombie | Coldeportes Bicicletas Strongman | + 2 min 33 s     |
| 9e | Bernardo Suaza     | Colombie | Supergiros-Alcaldía de Manizales | + 3 min 11 s     |
| 10e | Brandon Rivera     | Colombie | GW Shimano                       | + 3 min 25 s     |

## Évolution des classements
| Étapes             | Vainqueur           | Classement général | Classement des moins de 23 ans | Classement de la montagne | Classement de la régularité | Classement des étapes volantes | Classement des sprints spéciaux | Classement par équipes                          |
| ------------------ | ------------------- | ------------------ | ------------------------------ | ------------------------- | --------------------------- | ------------------------------ | ------------------------------- | ----------------------------------------------- |
| 1re étape          | Johan Colón         | Johan Colón        | Cristian Ruiz                  | Brayan Sánchez            | Johan Colón                 | Jaime Castañeda                | José Tito Hernández             | EPM - Scott                                     |
| 2e étape           | Óscar Sevilla       | Óscar Sevilla      | Juan Tito Rendón               | Edison Muñoz              | Óscar Sevilla               | Óscar Quiroz                   | Harold Tejada                   | Team Medellín                                   |
| 3e étape           | Óscar Quiroz        | Óscar Sevilla      | Juan Tito Rendón               | Edison Muñoz              | Johan Colón                 | Óscar Quiroz                   | Steven Cuesta                   | Team Medellín                                   |
| 4e étape           | Alexander Cepeda    | Óscar Sevilla      | Óscar Galvis                   | Jhon Anderson Rodríguez   | Óscar Sevilla               | Óscar Quiroz                   | Steven Cuesta                   | Team Medellín                                   |
| 5e étape           | Carlos Chía         | Óscar Sevilla      | Óscar Galvis                   | Nicolás Paredes           | Óscar Sevilla               | Steven Cuesta                  | Stiber Ortiz                    | Team Medellín                                   |
| 6e étape           | Brayan Sánchez      | Óscar Sevilla      | Óscar Galvis                   | Edison Muñoz              | Óscar Sevilla               | Walter Pedraza                 | Stiber Ortiz                    | Team Medellín                                   |
| 7e étape           | Stiber Ortiz        | Óscar Sevilla      | Óscar Galvis                   | Edison Muñoz              | Óscar Sevilla               | Andrés Camilo Pedroza          | Stiber Ortiz                    | Coldeportes - Bicicletas Strongman - Construval |
| 8e étape           | Óscar Quiroz        | Óscar Sevilla      | Nicolás Sáenz                  | Edison Muñoz              | Óscar Sevilla               | Andrés Camilo Pedroza          | Stiber Ortiz                    | Coldeportes - Bicicletas Strongman - Construval |
| 9e étape           | Juan Pablo Restrepo | Óscar Sevilla      | Nicolás Sáenz                  | Edison Muñoz              | Óscar Sevilla               | Andrés Camilo Pedroza          | Stiber Ortiz                    | Coldeportes - Bicicletas Strongman - Construval |
| 10e étape          | Didier Merchán      | Óscar Sevilla      | Brayan Hernández               | Edison Muñoz              | Óscar Sevilla               | Andrés Camilo Pedroza          | Stiber Ortiz                    | Coldeportes - Bicicletas Strongman - Construval |
| Classements finals | Classements finals  | Óscar Sevilla      | Brayan Hernández               | Edison Muñoz              | Óscar Sevilla               | Andrés Camilo Pedroza          | Stiber Ortiz                    | Coldeportes - Bicicletas Strongman - Construval |